# Ciechanów

Ciechanóws vapen.

Ciechanów (tyska 1939–1945: Zichenau) är en stad i Masoviens vojvodskap i östra Polen. Ciechanów hade 44 879 invånare år 2013. Staden var under andra världskriget ockuperad av Tyskland.